# Nissan 350Z
A Nissan 350Z (Japánban Nissan Fairlady Z33-ként ismert) egy kétüléses sportautó, melyet a Nissan gyártott 2002-től 2009-ig. A 350Z az ötödik generációja a Z-modell családnak. A típus gyártása 2002 vége felé kezdődött meg, de az árusítás csak 2003-ban kezdődött meg. Először csak kupé verzióban készült, majd 2003-ban megkezdték a kabrió kivitel gyártását. A kupé négy verzióban jelent meg: Enthusiast, Performance, Touring, Track. A Track verzió könnyített felnikkel és Brembo fékrendszerrel érkezett, azonban a felfüggesztésen nem változtattak.
A Nissan 350Z-t 2009-ben a hatodik generáció, a 370Z váltotta le.

## Külső hivatkozások
- A Totalcar.hu tesztje a Nissan 350Z-ről